# P3 Guld
P3 Guld är ett musikpris som sedan 2003 årligen delas ut av den svenska radiokanalen Sveriges Radio P3 till svenska artister. Jurygrupper från P3 utser nominerade till varje kategori och lyssnarna röstar fram vinnarna.
Priserna delas ut på P3 Guld-galan i januari varje år till artister vars musik getts ut under det gångna svenska musikåret. Galan sänds i P3 och i SVT.
Från 2003 till 2008 var det tio kategorier: "Årets kvinnliga artist", "Årets manliga artist", "Årets grupp", "Årets nykomling", "Årets låt", "Årets dans", "Årets hiphop/soul", "Årets pop", "Årets rock/metal" samt "Guldmicken" för bästa liveakt. 2009 slogs kategorierna Årets kvinnliga artist och Årets manliga artist ihop till en kategori och det blev därmed nio priser.  Fram till 2012 utsågs även vinnarna i genrekategorierna ("Årets pop", "Årets hiphop/soul", "Året rock/metal" och "Årets dans") av jurygrupper.
Vinnarna i de övriga kategorierna utsågs av P3:s lyssnare. 2023 togs genrekategorierna bort, Årets artist och Årets grupp slogs samman och kategorierna  Årets album och P3 Ikon tillkom. 2024 instiftades det världsunika priset Årets låtcitat och Årets artist och Årets grupp blev återigen två priser.
Priset är en plakett i guld och krossat glas, formgiven av Anton Gårdsäter. Guldmicken, priset för "Årets liveartist" är gjuten i brons i tekniken cire perdue och är en avgjutning av en gammal mikrofon av märket RCA. Första året (2003) arrangerades P3 Guld i Växjö. Sedan 2004 har P3 Guld-galan ägt rum i Göteborg, förutom 2021 och 2024 då galan sändes ifrån Stockholm.

## Pristagare
De nämnda årtalen nedanför uppger vilket år priserna delats ut.

### 2003[2]
| Kategori               | Pristagare         | Album                   |
| ---------------------- | ------------------ | ----------------------- |
| Årets pop              | Doktor Kosmos      | Reportage!              |
| Årets hiphop/soul      | Looptroop          | The Struggle Continues  |
| Årets rock/metal       | Opeth              | Deliverance             |
| Årets dans             | Håkan Lidbo        | Sexy Robot              |
| Årets nykomling        | The Sounds         | Living In America       |
| Årets kvinnliga artist | Marit Bergman      | 3.00 A.M. Serenades     |
| Årets manliga artist   | Håkan Hellström    | Det är så jag säger det |
| Årets grupp            | Kent               | Vapen & ammunition      |
| Årets låt              | "Dom andra" – Kent | Vapen & ammunition      |
| Guldmicken             | The Ark            | Årets liveartist        |

### 2004[3]
| Kategori               | Pristagare                      | Album              |
| ---------------------- | ------------------------------- | ------------------ |
| Årets pop              | The Radio Dept.                 | Lesser Matters     |
| Årets hiphop/soul      | Timbuktu                        | The Botten Is Nådd |
| Årets rock/metal       | Nasum                           | Helvete            |
| Årets dans             | Jesper Dahlbäck                 | -                  |
| Årets nykomling        | Moneybrother                    | Blood Panic        |
| Årets kvinnliga artist | Lisa Miskovsky                  | Fallingwater       |
| Årets manliga artist   | Moneybrother                    | Blood Panic        |
| Årets grupp            | The Knife                       | Deep Cuts          |
| Årets låt              | "The Botten Is Nådd" – Timbuktu | The Botten Is Nådd |
| Guldmicken             | Moneybrother                    | Årets liveartist   |

### 2005[4]
| Kategori               | Pristagare            | Album                                        |
| ---------------------- | --------------------- | -------------------------------------------- |
| Årets pop              | Hans Appelqvist       | Bremort                                      |
| Årets hiphop/soul      | Ison & Fille          | Ison & Fille                                 |
| Årets rock/metal       | In Flames             | Soundtrack to your escape                    |
| Årets dans             | Eric Prydz            | Samlad produktion                            |
| Årets nykomling        | Anna Ternheim         | Somebody outside                             |
| Årets kvinnliga artist | Marit Bergman         | Baby dry your eye                            |
| Årets manliga artist   | Lars Winnerbäck       | Vatten under broarna                         |
| Årets grupp            | Hives                 | Tyrannosaurus Hives                          |
| Årets låt              | "Mister Cool" – Snook | Vi vet inte vart vi ska men vi ska komma dit |
| Guldmicken             | Marit Bergman         | Årets liveartist                             |

### 2006[5]
| Kategori               | Pristagare                                             | Album                                     |
| ---------------------- | ------------------------------------------------------ | ----------------------------------------- |
| Årets pop              | Jenny Wilson                                           | Love and Youth                            |
| Årets hiphop/soul      | Hearin' Aid                                            | The boom Lucy                             |
| Årets rock/metal       | Burst                                                  | Origo                                     |
| Årets dans             | Steve Angello & Sebastian Ingrosso                     | Samlad produktion                         |
| Årets nykomling        | Laleh                                                  | Laleh                                     |
| Årets kvinnliga artist | Laleh                                                  | Laleh                                     |
| Årets manliga artist   | Timbuktu                                               | Alla vill till himmelen men ingen vill dö |
| Årets grupp            | Kent                                                   | Du & jag döden                            |
| Årets låt              | "Alla vill till himmelen men ingen vill dö" – Timbuktu | Alla vill till himmelen men ingen vill dö |
| Guldmicken             | Lars Winnerbäck                                        | Årets liveartist                          |

### 2007[6]
| Kategori               | Pristagare                             | Album                       |
| ---------------------- | -------------------------------------- | --------------------------- |
| Årets pop              | Studio                                 | West Coast                  |
| Årets hiphop/soul      | Max Peezay                             | Discokommittén              |
| Årets rock/metal       | Cult Of Luna                           | Somewhere Along the Highway |
| Årets dans             | The Knife                              | Silent Shout                |
| Årets nykomling        | I'm from Barcelona                     | Let Me Introduce My Friends |
| Årets kvinnliga artist | Anna Ternheim                          | Separation road             |
| Årets manliga artist   | Timo Räisänen                          | I'm Indian                  |
| Årets grupp            | The Knife                              | Silent Shout                |
| Årets låt              | "Long Before Rock'n'Roll" – Mando Diao | Ode to Ochrasy              |
| Guldmicken             | Mando Diao                             | Årets liveartist            |

### 2008[7]
| Kategori               | Pristagare              | Album                                    |
| ---------------------- | ----------------------- | ---------------------------------------- |
| Årets pop              | Jens Lekman             | Night Falls Over Kortedala               |
| Årets hiphop/soul      | Petter                  | Goddamnit                                |
| Årets rock/metal       | Arch Enemy              | Rise of the Tyrant                       |
| Årets dans             | Minilogue               | "samlad produktion 2007"                 |
| Årets nykomling        | Maia Hirasawa           | Though, I'm Just Me                      |
| Årets kvinnliga artist | Säkert!                 | Säkert!                                  |
| Årets manliga artist   | Lars Winnerbäck         | Daugava                                  |
| Årets grupp            | Kent                    | Tillbaka till samtiden                   |
| Årets låt              | "Release me" – Oh Laura | A Song Inside My Head, A Demon In My Bed |
| Guldmicken             | Timo Räisänen           | Årets liveartist                         |

### 2009[8]
| Kategori          | Pristagare                            | Album                        |
| ----------------- | ------------------------------------- | ---------------------------- |
| Årets pop         | El Perro del Mar                      | From the valley to the stars |
| Årets hiphop/soul | Afasi & Filthy                        | Fläcken                      |
| Årets rock/metal  | In Flames                             | A Sense of Purpose           |
| Årets dans        | Style of Eye                          | Duck cover and hold          |
| Årets nykomling   | Lykke Li                              | Youth Novels                 |
| Årets artist      | Håkan Hellström                       | För sent för edelweiss       |
| Årets grupp       | Johnossi                              | All They Ever Wanted         |
| Årets låt         | "Jag är en vampyr" – Markus Krunegård | Markusevangeliet             |
| Guldmicken        | Håkan Hellström                       | Årets liveartist             |

### 2010[9]
| Kategori          | Pristagare                         | Album                                           |
| ----------------- | ---------------------------------- | ----------------------------------------------- |
| Årets pop         | Deportees                          | Under the Pavement - The Beach                  |
| Årets hiphop/soul | Stor                               | Nya skolans ledare                              |
| Årets rock/metal  | Switch Opens                       | Switch Opens                                    |
| Årets dans        | Fever Ray                          | Fever Ray                                       |
| Årets nykomling   | Erik Hassle                        |                                                 |
| Årets artist      | Lars Winnerbäck                    | Tänk om jag ångrar mig, och sen ångrar mig igen |
| Årets grupp       | Kent                               | Röd                                             |
| Årets låt         | "Dance With Somebody" – Mando Diao |                                                 |
| Guldmicken        | Lars Winnerbäck                    | Årets liveartist                                |

### 2011[10]
| Kategori          | Pristagare                  | Album            |
| ----------------- | --------------------------- | ---------------- |
| Årets pop         | This is Head                | 0001             |
| Årets hiphop/soul | Carlito                     | Guldburen        |
| Årets rock/metal  | Khoma                       | A final storm    |
| Årets dans        | Skudge                      | Skudge           |
| Årets nykomling   | Tove Styrke                 | Tove Styrke      |
| Årets artist      | Robyn                       | Body Talk        |
| Årets grupp       | Johnossi                    | Mavericks        |
| Årets låt         | "Dancing on My Own" – Robyn |                  |
| Guldmicken        | Robyn                       | Årets liveartist |

### 2012[11]
| Kategori          | Pristagare                                                 | Album                       |
| ----------------- | ---------------------------------------------------------- | --------------------------- |
| Årets pop         | Syket                                                      | With love                   |
| Årets hiphop/soul | Ison & Fille                                               | För Evigt                   |
| Årets rock/metal  | Graveyard                                                  | Hisingen Blues              |
| Årets dans        | L-wiz                                                      |                             |
| Årets nykomling   | Den Svenska Björnstammen                                   |                             |
| Årets artist      | Kapten Röd                                                 | Fläcken som aldrig går bort |
| Årets grupp       | Deportees                                                  | Islands & Shores            |
| Årets låt         | "Vart jag mig i världen vänder" – Den Svenska Björnstammen |                             |
| Guldmicken        | Kapten Röd                                                 | Årets liveartist            |

### 2013[12]
| Kategori          | Pristagare              | Album                         |
| ----------------- | ----------------------- | ----------------------------- |
| Årets pop         | El Perro Del Mar        | Pale Fire                     |
| Årets hiphop/soul | Labyrint                |                               |
| Årets rock/metal  | Meshuggah               | Koloss                        |
| Årets dans        | Swedish House Mafia     | Until Now                     |
| Årets nykomling   | Norlie & KKV            |                               |
| Årets artist      | Linnea Henriksson       | Till mina älskade och älskare |
| Årets grupp       | Kent                    | Jag är inte rädd för mörkret  |
| Årets låt         | "I Love It" – Icona Pop | Icona Pop                     |
| Guldmicken        | Maskinen                | Årets liveartist              |

### 2014[13]
| Kategori          | Pristagare                                            | Album                             |
| ----------------- | ----------------------------------------------------- | --------------------------------- |
| Årets pop         | Jenny Wilson                                          | Demand the impossible             |
| Årets hiphop/soul | Abidaz                                                |                                   |
| Årets rock/metal  | Ghost                                                 | Infestissumam                     |
| Årets dans        | Avicii                                                |                                   |
| Årets nykomling   | Lilla Namo                                            |                                   |
| Årets artist      | Veronica Maggio                                       | Handen i fickan fast jag bryr mig |
| Årets grupp       | Icona Pop                                             |                                   |
| Årets låt         | "Det kommer aldrig va över för mig" – Håkan Hellström | Det kommer aldrig va över för mig |
| Guldmicken        | Håkan Hellström                                       | Årets liveartist                  |

### 2015[14]
| Kategori          | Pristagare                                  | Album                |
| ----------------- | ------------------------------------------- | -------------------- |
| Årets pop         | Beatrice Eli                                | Die Another Day      |
| Årets hiphop/soul | Linda Pira                                  | Matriarken           |
| Årets rock/metal  | Crucified Barbara                           | In the Red           |
| Årets dans        | La Fleur                                    |                      |
| Årets nykomling   | Tove Lo                                     | Queen of the Clouds  |
| Årets artist      | Timbuktu                                    | För livet till döden |
| Årets grupp       | First Aid Kit                               | Stay Gold            |
| Årets låt         | "Knäpper mina fingrar" (remix) – Linda Pira |                      |
| Guldmicken        | Veronica Maggio                             | Årets liveartist     |

### 2016[15]
| Kategori          | Pristagare                   | Album               |
| ----------------- | ---------------------------- | ------------------- |
| Årets pop         | Little Jinder                | Little Jinder       |
| Årets hiphop/soul | Erik Lundin                  |                     |
| Årets rock/metal  | Dolores Haze                 | The Haze Is Forever |
| Årets dans        | Robyn & La Bagatelle Magique |                     |
| Årets nykomling   | Sabina Ddumba                |                     |
| Årets artist      | Seinabo Sey                  | Pretend             |
| Årets grupp       | Axwell och Ingrosso          |                     |
| Årets låt         | "Lush Life" – Zara Larsson   |                     |
| Guldmicken        | Silvana Imam                 | Årets liveartist    |

### 2017[16]
| Kategori          | Pristagare                  | Album                           |
| ----------------- | --------------------------- | ------------------------------- |
| Årets pop         | Niki & The Dove             | Everybody’s Heart Is Broken Now |
| Årets hiphop/soul | Cherrie                     | Sherihan                        |
| Årets rock/metal  | Dark Funeral                | Where Shadows Forever Reign     |
| Årets dans        | Galantis                    | Samlad produktion               |
| Årets nykomling   | Peg Parnevik                | Samlad produktion               |
| Årets artist      | Zara Larsson                | Samlad produktion               |
| Årets grupp       | Kent                        | Samlad produktion               |
| Årets låt         | "Black Car" – Miriam Bryant |                                 |
| Guldmicken        | Håkan Hellström             | Årets liveartist                |

### 2018[17]
| Kategori           | Pristagare               | Album             |
| ------------------ | ------------------------ | ----------------- |
| Årets pop          | Tove Styrke              | Samlad produktion |
| Årets hiphop/r'n'b | Mwuana                   | Thriller          |
| Årets rock/metal   | Johnossi                 | Blood Jungle      |
| Årets dans         | Fever Ray                | Plunge            |
| Årets artist       | Jireel                   | Samlad produktion |
| Årets grupp        | Hov1                     | Samlad produktion |
| Årets låt          | "Helt seriöst" – Kaliffa |                   |
| Framtidens artist  | Lamix                    |                   |
| Guldmicken         | Hov1                     | Årets liveartist  |

### 2019
| Kategori           | Pristagare                         | Album                 |
| ------------------ | ---------------------------------- | --------------------- |
| Årets pop          | Linnea Henriksson                  | Samlad produktion     |
| Årets hiphop/r'n'b | Z.E                                | Samlad produktion     |
| Årets rock/metal   | Graveyard                          | Peace                 |
| Årets dans         | Robyn                              | Honey                 |
| Årets artist       | Fricky                             | Samlad produktion     |
| Årets grupp        | Hov1                               | Gudarna på Västerbron |
| Årets låt          | "Hon dansar vidare i livet" – Hov1 |                       |
| Framtidens artist  | Sandro Cavazza                     |                       |
| Guldmicken         | Hov1                               | Årets liveartist      |

### 2020
| Kategori           | Pristagare                 | Kommentar                            |
| ------------------ | -------------------------- | ------------------------------------ |
| Årets pop          | Molly Sandén               | Album: Det bästa kanske inte hänt än |
| Årets hiphop/r'n'b | Dree Low                   | Album: Flawless                      |
| Årets rock/metal   | Arre! Arre!                | Album: Tell me all about them        |
| Årets dans         | Kornél Kovács              | Album: Stockholm Marathon            |
| Årets artist       | Z.E                        | Samlad produktion                    |
| Årets grupp        | Aden x Asme                | Samlad produktion                    |
| Årets låt          | "Katten i trakten" – Einár |                                      |
| Framtidens artist  | Dree Low                   | Samlad produktion                    |
| Guldmicken         | Molly Sandén               | Årets liveartist                     |

### 2021[18]
P3 Guld valde att pausa tillfälligt pausa utdelningen av Guldmicken till följd av de restriktioner som tillämpats för att förhindra coronavirusets spridning i Sverige under det gångna året, då detta hade inneburit att få spelningar kunde genomföras. Restriktionerna ledde även till att prisutdelningen flyttades fram två månader. 
| Kategori           | Pristagare              | Kommentar                       |
| ------------------ | ----------------------- | ------------------------------- |
| Årets pop          | Victor Leksell          | Album: Fånga mig när jag faller |
| Årets hiphop/r'n'b | Yasin                   | Samlad produktion               |
| Årets rock/metal   | Lik                     | Album: Misanthropic Breed       |
| Årets dans         | Kasbo                   | Album: The Making of a Paracosm |
| Årets artist       | Yasin                   | Samlad produktion               |
| Årets grupp        | Hov1                    | Album: Montague                 |
| Årets låt          | "Svag" – Victor Leksell |                                 |
| Framtidens artist  | Jelassi                 | Samlad produktion               |

### 2022
P3 Guld ställdes in till följd av de covid-restriktioner orsakat av coronavirusets spridning i Sverige under månaden före 22 januari då galan var tänkt att arrangeras.
Istället arrangerades P3 Guld-dagen 6 april 2022.

### 2023
| Kategori           | Pristagare                         | Kommentar               |
| ------------------ | ---------------------------------- | ----------------------- |
| Framtidens artist  | Gerd                               | Samlad produktion       |
| Årets artist/grupp | Hooja                              | Samlad produktion       |
| Årets låt          | "Din låt" – Victor Leksell & Einár |                         |
| Årets album        | Miriam Bryant                      | Album: PS jag hatar dig |
| Guldmicken         | Victor Leksell                     | Årets liveartist        |
| P3 Ikon            | Robyn                              | Hederspris              |

### 2024[23]
| Kategori          | Pristagare                      | Kommentar                                                                                   |
| ----------------- | ------------------------------- | ------------------------------------------------------------------------------------------- |
| Framtidens artist | Eah Jé                          | Samlad produktion                                                                           |
| Årets artist      | Ant Wan                         | Samlad produktion                                                                           |
| Årets grupp       | Icona Pop                       | Samlad produktion                                                                           |
| Årets låt         | Thomas Stenström                | "Andas in, andas ut"                                                                        |
| Årets låtcitat    | Veronica Maggio & Miriam Bryant | Om jag var du ikväll, skulle jag va över mig, ute nu och under någon ny ur "Under någon ny" |
| Årets album       | Jelassi                         | "Dom har bara gett mig ett namn"                                                            |
| Guldmicken        | Ant Wan                         | Årets liveartist                                                                            |
| P3 Ikon           | Veronica Maggio                 | Hederspris                                                                                  |

### 2025[24]
| Kategori          | Pristagare          | Kommentar           |
| ----------------- | ------------------- | ------------------- |
| Framtidens artist | Orkid               |                     |
| Årets artist      | Benjamin Ingrosso   |                     |
| Årets grupp       | Swedish House Mafia |                     |
| Årets låt         | Benjamin Ingrosso   | "Kite"              |
| Årets låtcitat    | Miriam Bryant       | "Regnblöta skor"    |
| Årets album       | Benjamin Ingrosso   | Pink Velvet Theatre |
| Guldmicken        | Benjamin Ingrosso   | Årets liveartist    |
| P3 Ikon           | Håkan Hellström     | Hederspris          |

## Programledare
| År   | Datum      | Programledare                       | Uppbackad av                                             | Plats                                             |
| ---- | ---------- | ----------------------------------- | -------------------------------------------------------- | ------------------------------------------------- |
| 2003 |            | Kalle Brunelius                     | Rachel Mohlin ("Tant Muttie") & Mikael Syrén (DJ Steffo) | Växjö konserthus                                  |
| 2004 |            | Christer Lundberg                   | Rachel Mohlin ("Tant Muttie")                            | Storan, Göteborg                                  |
| 2005 |            | Petra Markgren Wangler              | Rachel Mohlin ("Tant Muttie")                            | Rondo, Göteborg                                   |
| 2006 |            | Petra Markgren Wangler              | Rachel Mohlin ("Tant Muttie")                            | Storan, Göteborg                                  |
| 2007 |            | Howlin' Pelle Almqvist              | -                                                        | Storan, Göteborg                                  |
| 2008 |            | Anders Johansson                    | -                                                        | Lorensbergsteatern, Göteborg                      |
| 2009 | 17 januari | Anders Johansson                    | -                                                        | Scandinavium, Göteborg                            |
| 2010 | 19 januari | Timo Räisänen                       | -                                                        | Scandinavium, Göteborg                            |
| 2011 | 22 januari | Kitty Jutbring                      | -                                                        | Lisebergshallen, Göteborg                         |
| 2012 | 21 januari | Salem Al Fakir                      | -                                                        | Lisebergshallen, Göteborg                         |
| 2013 | 19 januari | Martina Thun och Soran Ismail       | -                                                        | Scandinavium, Göteborg                            |
| 2014 | 18 januari | Kodjo Akolor                        | -                                                        | Scandinavium, Göteborg                            |
| 2015 | 17 januari | Kodjo Akolor och Tina Mehrafzoon    |                                                          | Scandinavium, Göteborg                            |
| 2016 | 16 januari | Tina Mehrafzoon                     |                                                          | Scandinavium, Göteborg                            |
| 2017 | 21 januari | Tina Mehrafzoon                     |                                                          | Partille Arena, Partille                          |
| 2018 | 20 januari | Tina Mehrafzoon och Adam Pålsson    |                                                          | Partille Arena, Partille                          |
| 2019 | 19 januari | Tina Mehrafzoon och Marcus Berggren |                                                          | Partille Arena, Partille                          |
| 2020 | 18 januari | Kodjo Akolor                        |                                                          | Partille Arena, Partille                          |
| 2021 | 20 mars    | Oscar Zia och Emma Molin            |                                                          | Elite Hotel Marina Tower, Stockholm (utan publik) |
| 2022 |            |                                     | Inställt på grund av covid-pandemin                      |                                                   |
| 2023 | 27 januari | Tina Mehrafzoon                     |                                                          | Partille Arena, Partille                          |
| 2024 | 26 januari | Torbjörn Averås Skorup              |                                                          | Studio 1 i SVT-huset, Stockholm                   |
| 2025 | 22 januari | Christopher Garplind                |                                                          | Cirkus, Stockholm                                 |